# 1924년 영국 총선
1924년 영국 총선은 보수당의 공격으로 맥도널드 내각이 실각하자 다시 치러진 총선으로, 노동당의 집권으로 인해 공산주의의 확산에 위협을 느낀 자유당 지지자들이 보수당에 투표하면서 보수당이 승리하였다.

## 선거 결과
정당별 의석수
| 정당            | 의석수 |
| --------------- | ------ |
| 보수당          | 412    |
| 노동당          | 151    |
| 자유당          | 40     |
| 입헌            | 7      |
| 공산당          | 1      |
| 스코티쉬 금주당 | 1      |
| 국민당          | 1      |
| 무소속          | 2      |
| 합계            |        |

정당 득표율
| 정당            | 득표수    | 득표율 |
| --------------- | --------- | ------ |
| 보수당          | 7,418,983 | 46.8%  |
| 노동당          | 5,281,626 | 33.3%  |
| 자유당          | 2,818,717 | 17.8%  |
| 입헌당          | 185,075   | 1.2%   |
| 공산당          | 51,176    | 0.2%   |
| 신페인          | 34,181    | 0.2%   |
| 스코티쉬 금주당 | 14,596    | 0.1%   |